# Directie van de Europese Centrale Bank
De Directie van de Europese Centrale Bank is het uitvoerende orgaan dat verantwoordelijk is voor de monetaire politiek van de Eurozone.
De Directie (Executive Board) van de Europese Centrale Bank bestaat uit de president en vicepresident van de ECB en vier andere leden. Deze worden in onderlinge overleg door de staatshoofden en regeringsleiders van de landen die tot de eurozone behoren voor een niet-hernieuwbare termijn van acht jaar voorgedragen. Ten minste drie van de zes bestuurders dienen uit Duitsland, Frankrijk, Italië en Spanje afkomstig te zijn.
De Directie is belast met de tenuitvoerlegging van het monetair beleid dat door de Algemene raad (Governing council). De Directie bereidt daarnaast de vergaderingen van de algemene raad voor en is verantwoordelijk voor het dagelijks bestuur van de ECB.
Onder de regels van de ECB vertegenwoordigen bestuursleden niet een bepaald land en ook zijn zij er niet verantwoordelijk voor om de economische omstandigheden in één land te volgen. In plaats daarvan zijn alle bestuursleden gezamenlijk verantwoordelijk voor het monetair beleid voor de gehele eurozone. Leden van de directie van de Europese Centrale Bank treden in het algemeen in juni aan.

## Leden van de directie
| Jaar | Presidenten                   | Vice-presidenten             | Vier andere uitvoerende leden       | Vier andere uitvoerende leden      | Vier andere uitvoerende leden | Vier andere uitvoerende leden   | Vier andere uitvoerende leden |
| ---- | ----------------------------- | ---------------------------- | ----------------------------------- | ---------------------------------- | ----------------------------- | ------------------------------- | ----------------------------- |
| 1998 | Wim Duisenberg Nederland      | Christian Noyer Frankrijk    | Sirkka Hämäläinen Finland           | Eugenio Domingo Solans Spanje      | Tommaso Padoa-Schioppa Italië | Otmar Issing Duitsland          |                               |
| 1999 | Wim Duisenberg Nederland      | Christian Noyer Frankrijk    | Sirkka Hämäläinen Finland           | Eugenio Domingo Solans Spanje      | Tommaso Padoa-Schioppa Italië | Otmar Issing Duitsland          |                               |
| 2000 | Wim Duisenberg Nederland      | Christian Noyer Frankrijk    | Sirkka Hämäläinen Finland           | Eugenio Domingo Solans Spanje      | Tommaso Padoa-Schioppa Italië | Otmar Issing Duitsland          |                               |
| 2001 | Wim Duisenberg Nederland      | Christian Noyer Frankrijk    | Sirkka Hämäläinen Finland           | Eugenio Domingo Solans Spanje      | Tommaso Padoa-Schioppa Italië | Otmar Issing Duitsland          |                               |
| 2002 | Wim Duisenberg Nederland      | Loukas Papadimos Griekenland | Sirkka Hämäläinen Finland           | Eugenio Domingo Solans Spanje      | Tommaso Padoa-Schioppa Italië | Otmar Issing Duitsland          |                               |
| 2003 | Jean-Claude Trichet Frankrijk | Loukas Papadimos Griekenland | Gertrude Tumpel-Gugerell Oostenrijk | Eugenio Domingo Solans Spanje      | Tommaso Padoa-Schioppa Italië | Otmar Issing Duitsland          |                               |
| 2004 | Jean-Claude Trichet Frankrijk | Loukas Papadimos Griekenland | Gertrude Tumpel-Gugerell Oostenrijk | José Manuel González Páramo Spanje | Tommaso Padoa-Schioppa Italië | Otmar Issing Duitsland          |                               |
| 2005 | Jean-Claude Trichet Frankrijk | Loukas Papadimos Griekenland | Gertrude Tumpel-Gugerell Oostenrijk | José Manuel González Páramo Spanje | Lorenzo Bini Smaghi Italië    | Otmar Issing Duitsland          |                               |
| 2006 | Jean-Claude Trichet Frankrijk | Loukas Papadimos Griekenland | Gertrude Tumpel-Gugerell Oostenrijk | José Manuel González Páramo Spanje | Lorenzo Bini Smaghi Italië    | Jürgen Stark Duitsland          |                               |
| 2007 | Jean-Claude Trichet Frankrijk | Loukas Papadimos Griekenland | Gertrude Tumpel-Gugerell Oostenrijk | José Manuel González Páramo Spanje | Lorenzo Bini Smaghi Italië    | Jürgen Stark Duitsland          |                               |
| 2008 | Jean-Claude Trichet Frankrijk | Loukas Papadimos Griekenland | Gertrude Tumpel-Gugerell Oostenrijk | José Manuel González Páramo Spanje | Lorenzo Bini Smaghi Italië    | Jürgen Stark Duitsland          |                               |
| 2009 | Jean-Claude Trichet Frankrijk | Loukas Papadimos Griekenland | Gertrude Tumpel-Gugerell Oostenrijk | José Manuel González Páramo Spanje | Lorenzo Bini Smaghi Italië    | Jürgen Stark Duitsland          |                               |
| 2010 | Jean-Claude Trichet Frankrijk | Vítor Constâncio Portugal    | Gertrude Tumpel-Gugerell Oostenrijk | José Manuel González Páramo Spanje | Lorenzo Bini Smaghi Italië    | Jürgen Stark Duitsland          |                               |
| 2011 | Mario Draghi Italië           | Vítor Constâncio Portugal    | Peter Praet België                  | José Manuel González Páramo Spanje | Lorenzo Bini Smaghi Italië    | Jürgen Stark Duitsland          |                               |
| 2012 | Mario Draghi Italië           | Vítor Constâncio Portugal    | Peter Praet België                  | José Manuel González Páramo Spanje | Benoît Cœuré Frankrijk        | Jörg Asmussen Duitsland         |                               |
| 2013 | Mario Draghi Italië           | Vítor Constâncio Portugal    | Peter Praet België                  | Yves Mersch Luxemburg              | Benoît Cœuré Frankrijk        | Jörg Asmussen Duitsland         |                               |
| 2014 | Mario Draghi Italië           | Vítor Constâncio Portugal    | Peter Praet België                  | Yves Mersch Luxemburg              | Benoît Cœuré Frankrijk        | Sabine Lautenschläger Duitsland |                               |
| 2015 | Mario Draghi Italië           | Vítor Constâncio Portugal    | Peter Praet België                  | Yves Mersch Luxemburg              | Benoît Cœuré Frankrijk        | Sabine Lautenschläger Duitsland |                               |
| 2016 | Mario Draghi Italië           | Vítor Constâncio Portugal    | Peter Praet België                  | Yves Mersch Luxemburg              | Benoît Cœuré Frankrijk        | Sabine Lautenschläger Duitsland |                               |
| 2017 | Mario Draghi Italië           | Vítor Constâncio Portugal    | Peter Praet België                  | Yves Mersch Luxemburg              | Benoît Cœuré Frankrijk        | Sabine Lautenschläger Duitsland |                               |
| 2018 | Mario Draghi Italië           | Luis de Guindos ESP          | Peter Praet België                  | Yves Mersch Luxemburg              | Benoît Cœuré Frankrijk        | Sabine Lautenschläger Duitsland |                               |
| 2019 | Christine Lagarde Frankrijk   | Luis de Guindos ESP          | Philip R. Lane IRL                  | Yves Mersch Luxemburg              | Benoît Cœuré Frankrijk        | Sabine Lautenschläger Duitsland |                               |
| 2020 | Christine Lagarde Frankrijk   | Luis de Guindos ESP          | Philip R. Lane IRL                  | Yves Mersch Luxemburg              | Fabio Panetta Italië          | Isabel Schnabel Duitsland       |                               |
| 2021 | Christine Lagarde Frankrijk   | Luis de Guindos ESP          | Philip R. Lane IRL                  | Frank Elderson Nederland           | Fabio Panetta Italië          | Isabel Schnabel Duitsland       |                               |

Volgens de planning heeft Mario Draghi in november 2011 de werkzaamheden van Jean-Claude Trichet overgenomen; Sarkozy en Berlusconi hadden onderling besloten dat Bini-Smaghi zou aftreden om zo plaats te maken voor een Frans lid. Zij waren echter vergeten Bini-Smaghi in deze afspraak te betrekken. Als lid van de directie van de ECB was hij onafhankelijk en stond het hem vrij om aan te blijven. In november 2011 werd echter bekend dat hij zijn functie per 1 januari 2012 zou neerleggen, wat de weg vrijmaakte voor zijn Franse opvolger, Benoît Cœuré, die per 29 november 2011 werd benoemd.
De vrijgevallen zetel van de Spanjaard José Manuel González Páramo bleef in 2012 vanaf 1 juni 2012 bijna een half jaar onbezet totdat tijdens de Europese top van 22-23 november 2012 de Luxemburger Yves Mersch werd benoemd. In januari 2014 werd Jörg Asmussen opgevolgd door zijn landgenote Sabine Lautenschläger. Asmussen was het tot nu toe kortst zittende directielid. Hij slaagde er niet in zijn werkzaamheden bij de ECB in Frankfurt te combineren met de vaderlijke zorg voor zijn jonge gezin in Berlijn.